# Moravany (Hodonín)
Moravany é uma comuna checa localizada na região de Morávia do Sul, distrito de Hodonín.